# Evropské náměstí (Kyjev)
Evropské náměstí (ukrajinsky Європейська площа, Jevropejska plošča) je náměstí nacházející se v centru Kyjeva.

## Charakteristika
Náměstí se nachází na severovýchod od Náměstí Nezávislosti. Náměstí je křižovatka ulic Trochcjatytelská, Chreščatyk, Volodymyrský uzviz a Mychala Hrušenskoho.
Na náměstí se nachází přestup na autobusové linky, nejbližší stanice metra Majdan Nezaležnosti se nachází 200 metrů od náměstí.

## Historie
Od 19. století je toto místo známé jako Koňské náměstí, protože se zde konaly koňské trhy, poté náměstí dostávalo mnoho jiných jmen:
| Období       | Ukrajinský název            | Překlad                      |
| ------------ | --------------------------- | ---------------------------- |
| do roku 1806 | Кінна площа                 | Koňské náměstí               |
| 1806-1851    | Театральна площа            | Divadelní náměstí            |
| 1851-1869    | Європейська площа           | Evropské náměstí             |
| 1869-1919    | Царська площа               | Carovo náměstí               |
| 1919-1941    | Площа ІІІ-го Інтернаціоналу | náměstí Třetí internacionály |
| 1941-1944    | Площа Адольфа Гітлера       | náměstí Adolfa Hitlera       |
| 1944-1961    | Площа Сталіна               | náměstí Josifa Stalina       |
| 1961-1996    | Площа Ленінського Комсомолу | náměstí Leninova komsomolu   |
| od roku 1996 | Європейська площа           | Evropské náměstí             |

V letech 2013-2014 bylo náměstí jedno z center protestů Euromajdan.